# اوین دمیران

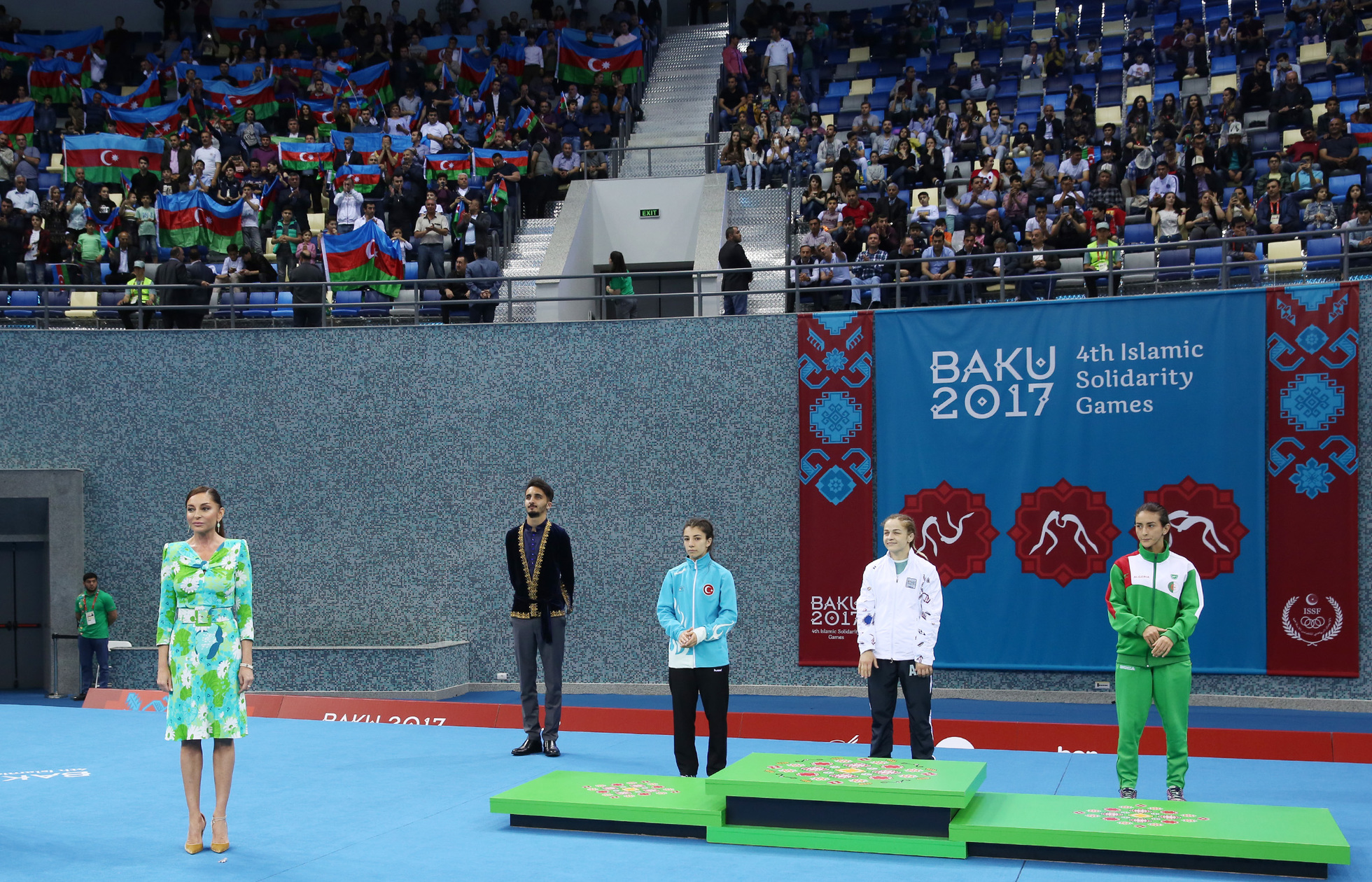
اوین دیمران

اوین دمیران (به انگلیسی: Evin Demirhan؛ زادهٔ ۷ فوریهٔ ۱۹۹۵) یک کشتی‌گیر آزادکار اهل ترکیه است.
از افتخارات وی می‌توان به کسب مدال برنز وزن ۴۸ کیلوگرم در مسابقات قهرمانی کشتی جهان ۲۰۱۷ اشاره کرد. وی سابقه حضور در المپیک ۲۰۲۰ توکیو و المپیک ۲۰۲۴ پاریس را دارد.  